# Franziska Kessel

Franziska Kessel

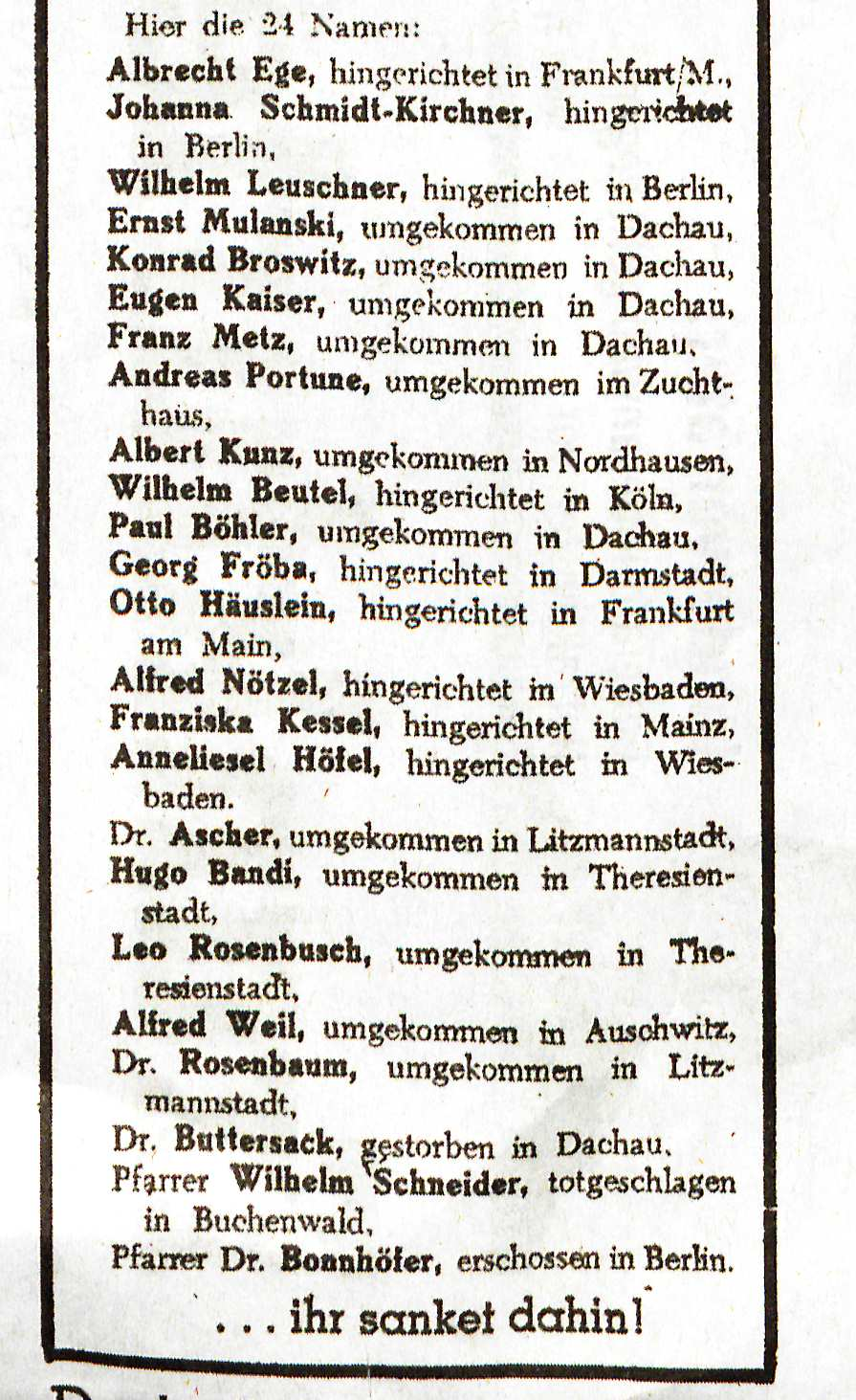
Gedenkveranstaltung in Frankfurt
Zeitungsausschnitt, FR, 1. August 1945

Franziska Kessel (* 6. Januar 1906 in Köln; † 17. April oder 18. April 1934 in Mainz) war eine deutsche Politikerin (KPD) und Widerstandskämpferin gegen den Nationalsozialismus.

## Leben
Nach Besuch der Volks- und Fortbildungsschule in Köln machte Kessel eine Lehre als Verkäuferin und arbeitete später in diesem Beruf. Von 1920 bis 1928 war sie Mitglied im Zentralverband der Angestellten (ZdA), ab 1928 Mitglied des Gesamtverbandes der Arbeitnehmer der öffentlichen Betriebe und des Personen- und Warenverkehrs. 1921 schloss sie sich der Sozialistischen Arbeiter-Jugend an, die sie jedoch 1923 wieder verließ, da sie die reformistische Politik dieser Organisation nicht mehr mittragen wollte. 1925/26 war sie Mitglied des Internationalen Sozialistischen Kampfbundes, 1928 wurde sie schließlich Mitglied der KPD. Wegen ihrer kommunistischen Betätigung wurde sie im Sommer 1930 vom Reichsgericht zu einem Jahr Gefängnis verurteilt. Nach ihrer Entlassung wurde Kessel Leiterin der Frauenabteilung bei der KPD-Bezirksleitung Hessen-Frankfurt. Zeitweilig arbeitete Kessel als Dienst- und Kindermädchen im Haushalt der Politikerin Erika Buchmann und deren Ehemann Albert Buchmann, des KPD-Reichstagsabgeordneten.
Von Juli 1932 bis März 1933 war Franziska Kessel Abgeordnete für die KPD im Reichstag.
Nach der „Machtergreifung“ der Nationalsozialisten 1933 arbeitete sie im Untergrund weiter. Kessel fuhr als Instrukteur durch den Bezirk Hessen-Frankfurt und suchte dabei eine Vielzahl von Ortsgruppen der KPD auf, um diese auf die Kampfbedingungen in der Illegalität vorzubereiten. Zudem sammelte sie dabei Augenzeugenberichte über den Nazi-Terror gegen die deutsche Arbeiterbewegung. Dieses Material diente der Vorbereitung des Antifaschistischen Arbeiterkongresses Europas, der im Juni 1933 im Pariser Pleyel-Saal stattfand.
Am 4. April 1933 wurde sie in Bad Nauheim verhaftet. Verraten und bei der Verhaftung geholfen hatte Robert Otto, ebenfalls KPD-Mitglied und ab 1933 Spitzel der Gestapo. Er lockte sie zum Ludwigsbrunnen, unter dem Vorwand, dass sie dort Material übergeben solle, da er selber nicht kommen könnte, war ein Geheimwort („Sonnenklar“) verabredet worden, damit sie sich zu erkennen geben könnte. Nach Nennung des Geheimwortes durch den anwesenden damaligen Chef der Kriminalpolizei, Bräutigam, gab sie sich zu erkennen. Sie wurde an Ort und Stelle verhaftet. Kessel war von Genossen gewarnt worden, dass Otto ein Spitzel wäre, ging aber trotzdem zum ausgemachten Treffpunkt. Otto trat in zwei Prozessen noch als Belastungszeuge gegen sie auf. Am 17. November 1933 wurde sie durch das Oberlandesgericht Darmstadt wegen „Vorbereitung zum Hochverrat“ zu drei Jahren Zuchthaus verurteilt. In der Anklageschrift wurde Kessel beschuldigt, sie habe illegale Verbindungen zwischen Kommunisten hergestellt und Flugblätter staatsfeindlichen Inhalts verteilt. Während der Haft erblindete sie, ob aufgrund der Folter oder der allgemeinen entsetzlichen Haftbedingungen ist unklar. Kessel starb unter ungeklärten Umständen in der Zuchthausabteilung des Landgerichtsgefängnisses Mainz in der Diether-von-Isenburg-Straße. Laut einem Bericht von Cäcilie Barbara Schaeffer, einer zur gleichen Zeit ebenfalls in Mainz inhaftierten früheren Landtagsabgeordneten der KPD, beging Kessel Suizid.

## Ehrungen

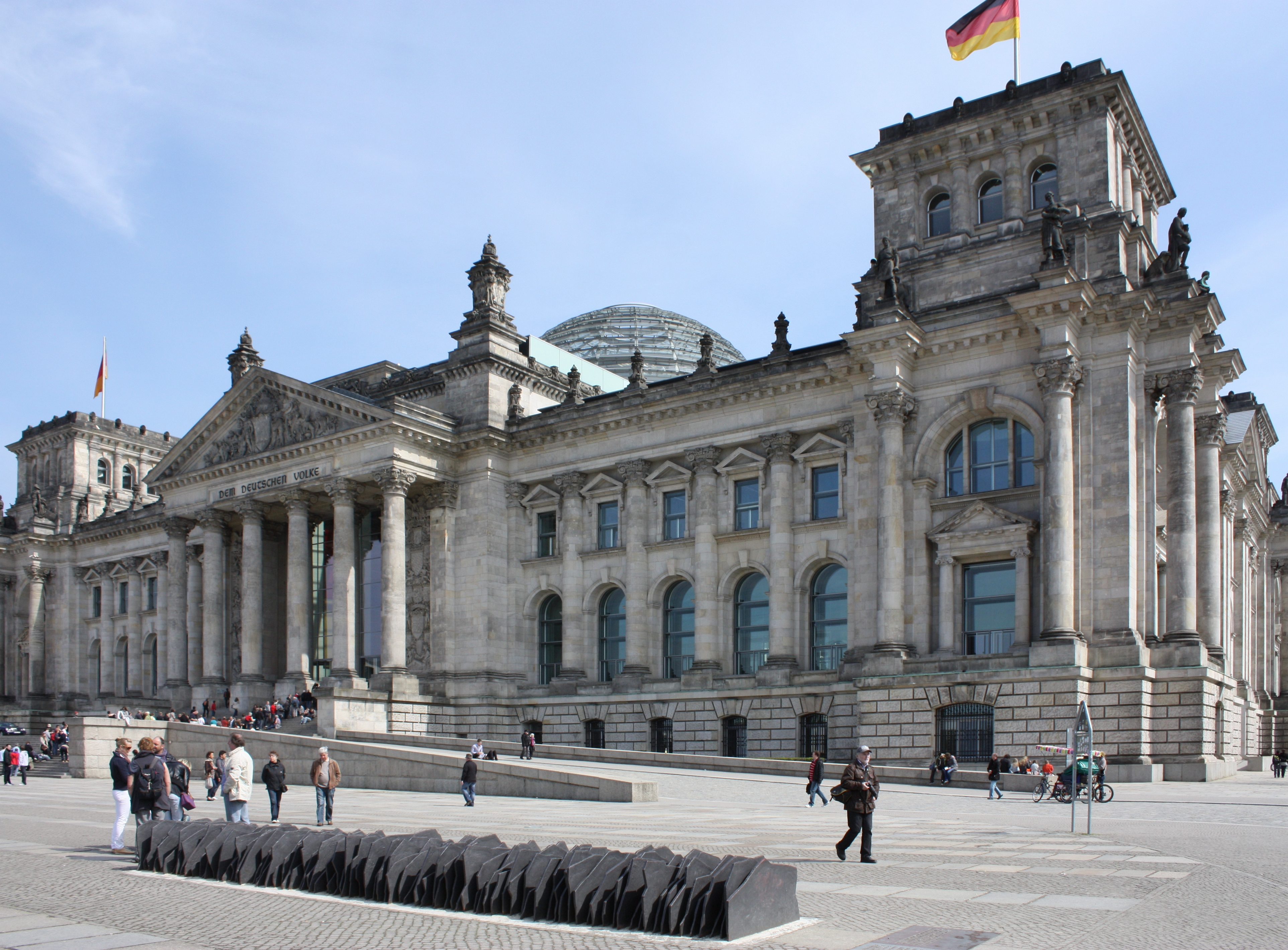
Gedenktafeln am Reichstag

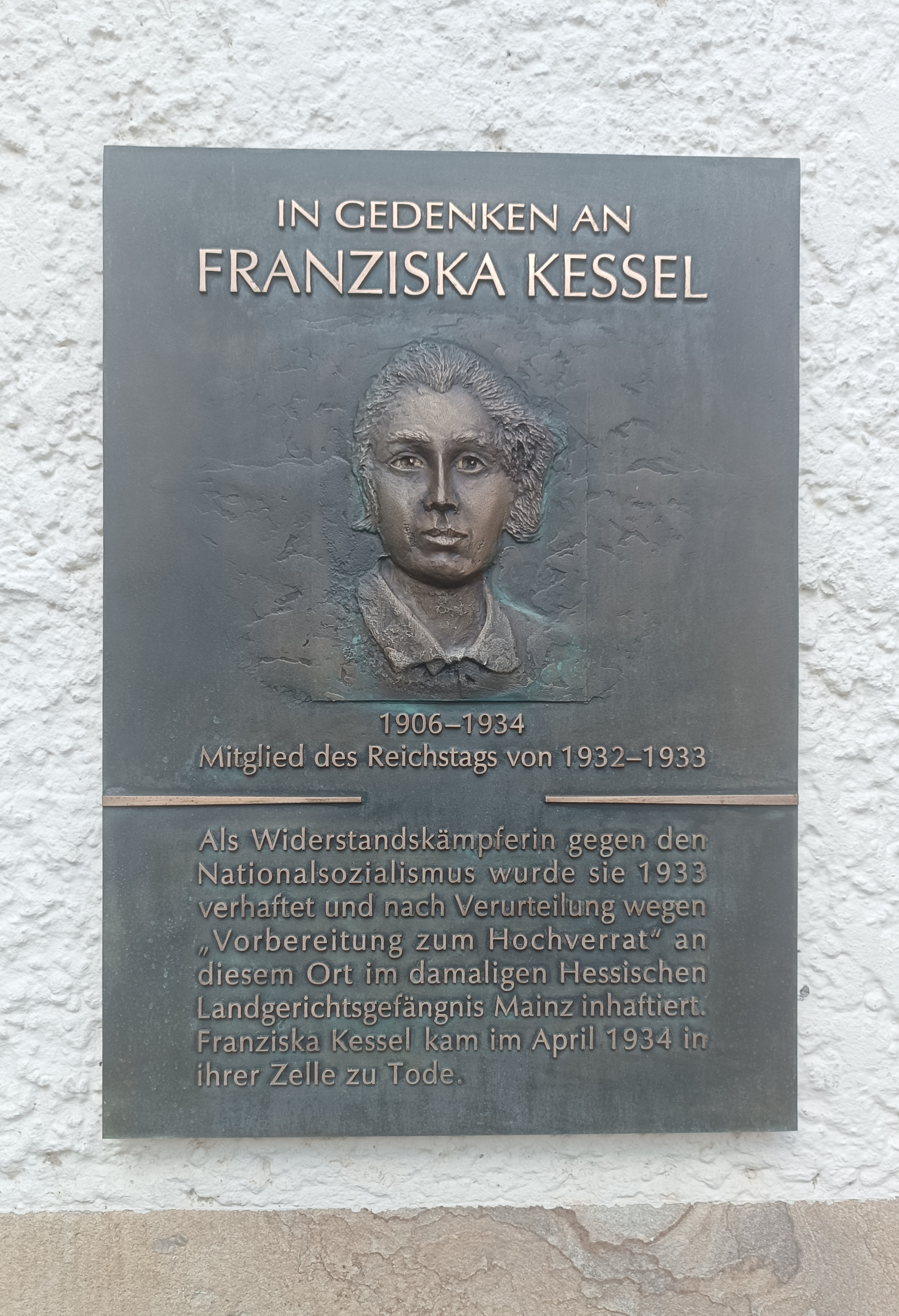
Gedenktafel für Franziska Kessel am Isenburg-Karree in Mainz.

- Nach ihr sind die Franziska-Kessel-Straßen in Mainz-Oberstadt und Frankfurt am Main-Heddernheim benannt.
- Seit 1992 erinnert in Berlin in der Nähe des Reichstags eine der Gedenktafeln für die 96 von den Nationalsozialisten ermordeten Reichstagsabgeordneten an Kessel.
- Seit 2023 erinnert in Mainz am heutigen Isenburg-Karree, dem ehemaligen Hessischen Landgerichtsgefängnis, eine Gedenktafel an Franziska Kessel. In diesem Gefängnis kam Franziska Kessel zu Tode. Heute wird das Haus als Bürogebäude des rheinland-pfälzischen Landtags genutzt.